# Diócesis de Neuquén
La diócesis de Neuquén (en latín: Dioecesis Neuqueniana) es una circunscripción eclesiástica de la Iglesia católica en Argentina. Se trata de una diócesis latina, sufragánea de la arquidiócesis de Mendoza. Desde el 3 de agosto de 2017 su obispo es Fernando Martín Croxatto.

## Territorio y organización

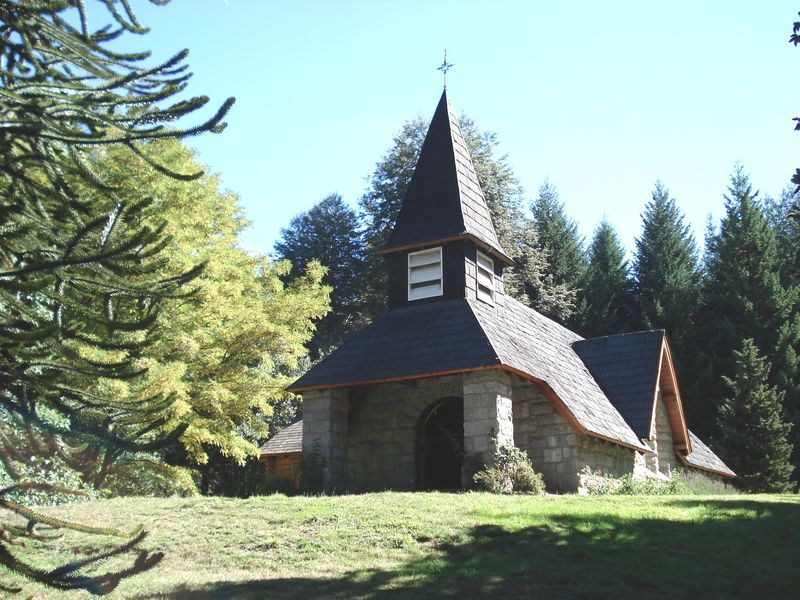
Capilla Nuestra Señora Virgen de la Asunción, obra de Alejandro Bustillo, en Villa La Angostura

La diócesis tiene 94 078 km² y extiende su jurisdicción sobre los fieles católicos de rito latino residentes en la provincia del Neuquén.
La sede de la diócesis se encuentra en la ciudad de Neuquén, en donde se halla la Catedral de María Auxiliadora.
En 2021 en la diócesis existían 53 parroquias.

## Historia
La diócesis fue erigida el 10 de abril de 1961 con la bula Centenarius annus del papa Juan XXIII, obteniendo el territorio de la diócesis de Viedma.
El 22 de noviembre de 1962, con la carta apostólica Extremam regionem, el papa Juan XXIII proclamó a san Francisco de Sales como patrono principal de la diócesis.

## Estadísticas
Según el Anuario Pontificio 2022 la diócesis tenía a fines de 2021 un total de 483 200 fieles bautizados.
| Año                                                                             | Población            | Población | Población      | Sacerdotes | Sacerdotes    | Sacerdotes    | Bautizados por sacerdote | Diáconos permanentes | Religiosos | Religiosos | Parroquias |
| Año                                                                             | Bautizados católicos | Total     | % de católicos | Total      | Clero secular | Clero regular | Bautizados por sacerdote | Diáconos permanentes | Varones    | Mujeres    | Parroquias |
| ------------------------------------------------------------------------------- | -------------------- | --------- | -------------- | ---------- | ------------- | ------------- | ------------------------ | -------------------- | ---------- | ---------- | ---------- |
| 1966                                                                            | 120 000              | 125 000   | 96.0           | 31         | 7             | 24            | 3870                     |                      | 10         | 10         | 9          |
| 1970                                                                            | 125 000              | 135 000   | 92.6           | 37         | 11            | 26            | 3378                     |                      | 30         | 21         | 13         |
| 1976                                                                            | 150 000              | 170 000   | 88.2           | 35         | 12            | 23            | 4285                     |                      | 26         | 35         | 20         |
| 1980                                                                            | 192 000              | 215 000   | 89.3           | 42         | 18            | 24            | 4571                     |                      | 26         | 47         | 37         |
| 1990                                                                            | 370 000              | 400 000   | 92.5           | 53         | 28            | 25            | 6981                     | 1                    | 28         | 76         | 52         |
| 1999                                                                            | 468 380              | 520 423   | 90.0           | 53         | 28            | 25            | 8837                     | 7                    | 31         | 90         | 53         |
| 2000                                                                            | 486 046              | 540 384   | 89.9           | 54         | 29            | 25            | 9000                     | 7                    | 32         | 93         | 53         |
| 2001                                                                            | 504 653              | 560 726   | 90.0           | 54         | 31            | 23            | 9345                     | 6                    | 29         | 100        | 53         |
| 2002                                                                            | 471 700              | 530 726   | 88.9           | 52         | 28            | 24            | 9071                     | 6                    | 31         | 100        | 53         |
| 2003                                                                            | 459 455              | 540 532   | 85.0           | 60         | 33            | 27            | 7657                     | 6                    | 34         | 97         | 53         |
| 2004                                                                            | 435 035              | 494 358   | 88.0           | 58         | 32            | 26            | 7500                     | 7                    | 33         | 98         | 53         |
| 2013                                                                            | 466 048              | 582 560   | 80.0           | 48         | 31            | 17            | 9709                     | 17                   | 23         | 72         | 53         |
| 2016                                                                            | 464 808              | 619 745   | 75.0           | 53         | 32            | 21            | 8769                     | 20                   | 28         | 68         | 53         |
| 2019                                                                            | 478 434              | 646 784   | 74.0           | 58         | 36            | 22            | 8248                     | 21                   | 29         | 78         | 53         |
| 2021                                                                            | 483 200              | 664 057   | 72.8           | 51         | 30            | 21            | 9474                     | 18                   | 25         | 78         | 53         |
| Fuente: Catholic-Hierarchy, que a su vez toma los datos del Anuario Pontificio. |                      |           |                |            |               |               |                          |                      |            |            |            |

## Episcopologio
- Jaime Francisco de Nevares, S.D.B. † (12 de junio de 1961-14 de mayo de 1991 retirado)
- Agustín Roberto Radrizzani, S.D.B. † (14 de mayo de 1991-24 de abril de 2001 nombrado obispo de Lomas de Zamora)
- Marcelo Angiolo Melani, S.D.B. † (9 de enero de 2002-8 de noviembre de 2011 renunció)
- Virginio Domingo Bressanelli, S.C.I. (8 de noviembre de 2011 por sucesión-3 de agosto de 2017 retirado)
- Fernando Martín Croxatto, desde el 3 de agosto de 2017

## Galería de imágenes

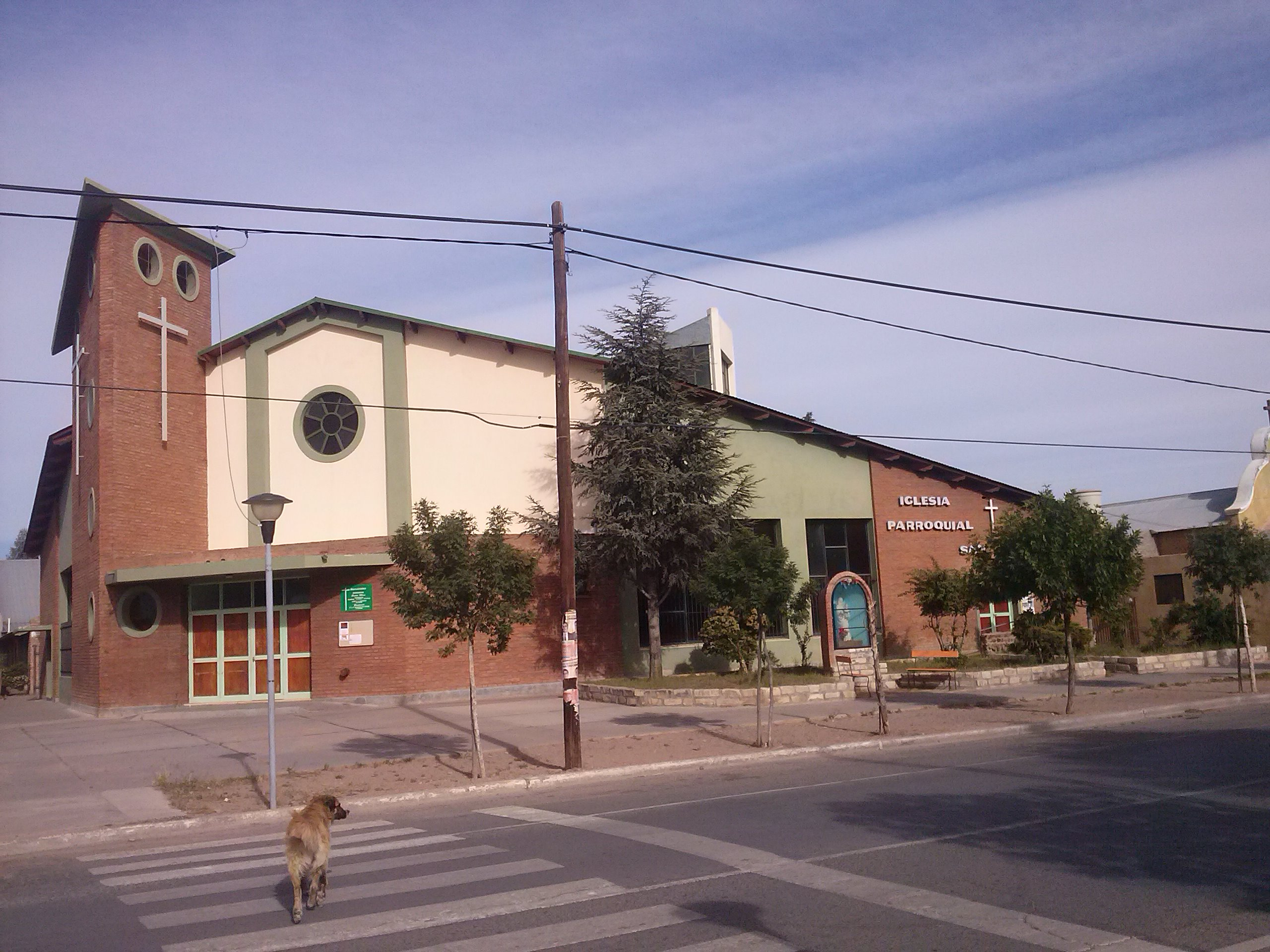
Iglesia San Juan Bosco de Cutral Có
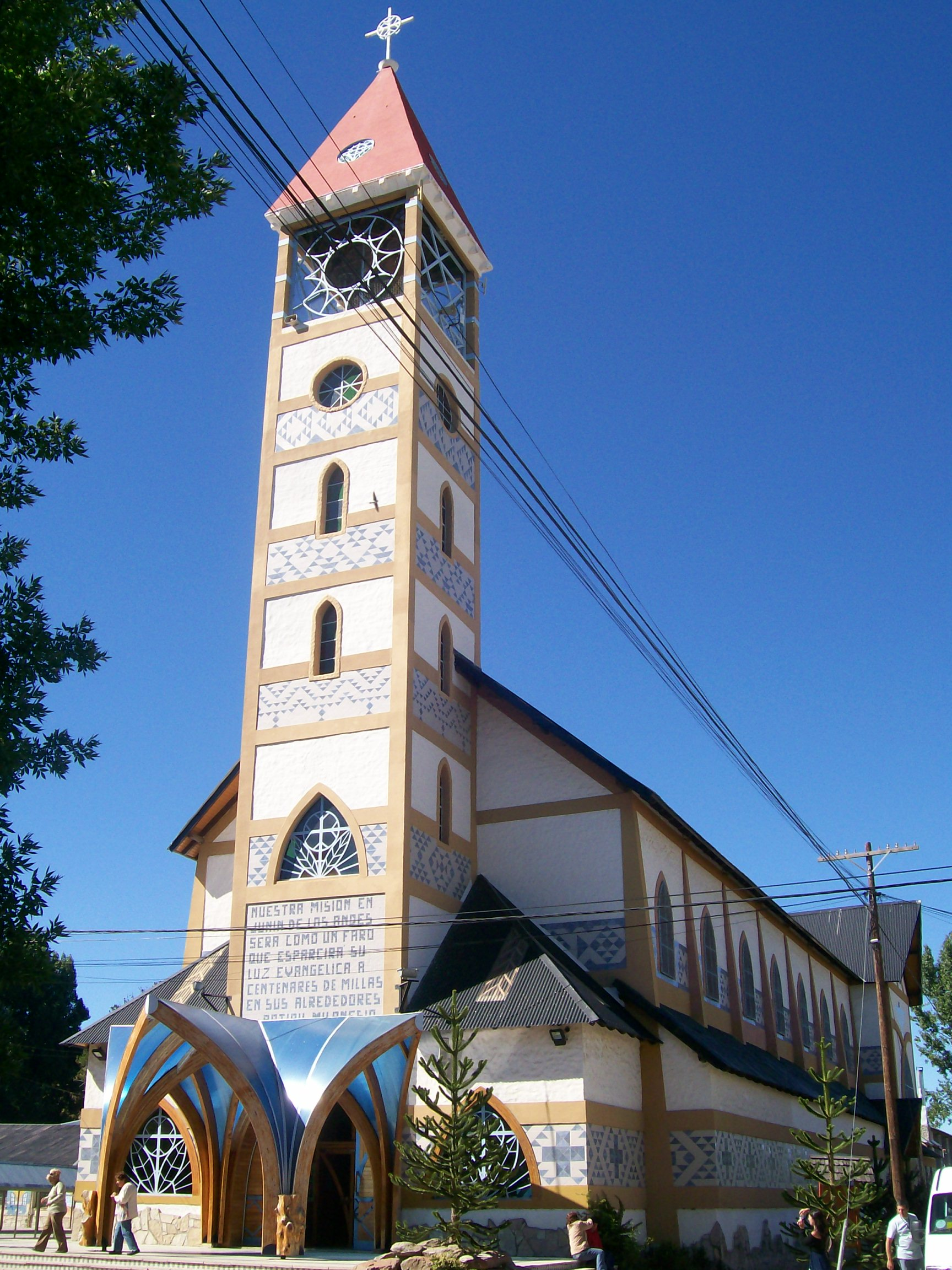
Santuario Nuestra Señora de las Nieves de Junín de los Andes
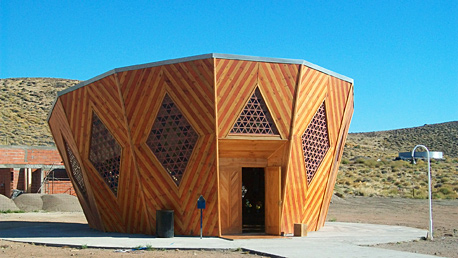
Santuario de Ceferino Namuncurá en Junín de los Andes